# Abax whitcombi
Abax whitcombi är en skalbaggsart som beskrevs av Hendrik Freitag. Abax whitcombi ingår i släktet Abax och familjen jordlöpare. Inga underarter finns listade i Catalogue of Life.